# CAPES d'histoire-géographie
Pour des articles plus généraux, voir Enseignement de l'histoire et Enseignement de la géographie.
Le CAPES (certificat d'aptitude au professorat de l'enseignement secondaire) d'histoire-géographie est le concours de recrutement des professeurs des collèges et lycées généraux et technologiques, dans les disciplines de l'histoire et de la géographie. C'est une formation diplômante reconnue par le ministère de l'Éducation nationale en France qui s'ajoute à une formation initiale de haut niveau délivrée par des universités françaises. 
Ce concours comporte des épreuves validant un haut niveau de qualification scientifique et des compétences pédagogiques pour enseigner à des élèves. Initialement réservé aux titulaires d’une licence universitaire française en histoire ou géographie, il permettait, après réussite, d’accéder à un stage en établissement. Les candidats stagiaires devaient rédiger un mémoire professionnel, être observés en classe à deux reprises et suivre des cours avec un tuteur expérimenté, rémunéré pour ce rôle. La titularisation intervenait après validation par le chef d’établissement, les tuteurs et les formateurs des IUFM, lors de l’année de stage.  Une nouvelle formule du concours entre en vigueur à la session 2022, dans laquelle la dimension pédagogique est renforcée, à la fois pour les épreuves écrites et pour les épreuves orales. Désormais, deux parcours sont possibles : le stage en établissement à plein temps après un master MEEF en INSPE ou un stage à mi-temps après un master Recherche, avec une formation complémentaire en INSPE.
En 2026, le concours est ouvert au troisième année de licence : après obtention du concours, le lauréat intègre un master. Durant la première année, il effectue 12 semaines de stage en établissement ; durant la seconde année, il est mis en responsabilité à mi-temps devant élèves.

## Concours externe

### À partir de 2026
Les épreuves d’admissibilité comportent deux parties. Si la première épreuve porte sur l’histoire, la seconde concerne la géographie, et vice versa. La première épreuve, une composition avec deux sujets au choix dans la même discipline, évalue les connaissances disciplinaires, la capacité à les mobiliser, ainsi que la construction d’un raisonnement argumenté et la qualité de l’expression écrite (5 heures, coefficient 2,5). La seconde épreuve consiste en une analyse critique d’un corpus documentaire, évaluant les savoirs scientifiques et méthodologiques pour analyser les sources et élaborer une réflexion (5 heures, coefficient 2,5).
Les deux épreuves d'admission se déroulent durant cette période toujours à Châlons-en-Champagne.
- L'épreuve consiste en un exposé disciplinaire suivi d'un échange avec le jury. Elle s'organise en deux temps et reprend la même formation que la monture précédente : un exposé disciplinaire en histoire ou en géographie sur un sujet portant sur l'une des questions du programme. Des documents sont fournis en appui du sujet pour aider la construction de la réflexion ou la présentation du propos ; et ensuite organisé, un échange avec le jury en lien avec l'exposé dans le cadre de l'ensemble du programme du concours.
- L'épreuve a pour objet d'apprécier la capacité du candidat à structurer sa réflexion et à présenter son propos. Elle vise également à évaluer ses qualités d'expression orale et ses capacités d'interaction avec le jury.

| Épreuve                              | Préparation | Durée | Coefficient |
| ------------------------------------ | ----------- | ----- | ----------- |
| 1. Mise en situation professionnelle | 5h00        | 1h00  | 5           |
| 2. Entretien avec le jury            | 0h00        | 0h35  | 3           |

### De 2022 à 2027
Les épreuves d'admissibilité se composent de deux parties. La première est une composition d’histoire ou de géographie, d’une durée de 6 heures, avec un coefficient de 2. La seconde est un commentaire de documents historiques ou géographiques1, également d’une durée de 6 heures et avec un coefficient de 2. Pour les deux épreuves, les sujets sont réalisés à partir de trois thématiques géographiques et trois thématiques historiques, qui changent par roulement, en principe tous les deux ans.
1. Cette épreuve comporte une première partie, notée sur 10 points, qui vise à l'analyse d'un corpus de documents en lien avec un thème, et une seconde partie, notée sur 10 points, dans laquelle le candidat doit proposer un projet de séance de cours en lien avec les programmes des collèges/lycées. Elle porte sur la matière qui n'est pas tombée pour l'épreuve de composition. Une double page de manuel est ajoutée dans la rénovation du concours : une analyse critique et scientifique est attendue, les candidats sont aussi invités à réinvestir la double page dans leur proposition pédagogique selon des choix raisonnés.
Pour les trois dernières années de cette formule du concours, aux épreuves d'admissibilité, les sujets tombés et les thèmes au programme étaient les suivants :
| Thèmes | Thème au programme | Thème au programme | Thème au programme | Libelé et année du sujet                                                                      |
| Thèmes | 2023               | 2024,              | 2025-2027          | Libelé et année du sujet                                                                      |
| --- | ------------------ | ------------------ | ------------------ | --------------------------------------------------------------------------------------------- |
| L'Amérique Latine | accepté            | accepté            | accepté            | 2024 : Les dynamiques des espaces agricoles en Amérique latine (composition)                  |
| L’Empire colonial français en Afrique : métropole et colonies, sociétés coloniales, de la conférence de Berlin (1884-1885) aux accords d'Évian de 1962 | refusé             | accepté            | accepté            | 2025 : Contester l’impérialisme colonial français (métropole et colonies) (composition)       |
| Les littoraux français | refusé             | refusé             | accepté            | 2025 : Les littoraux touristiques français, des espaces attractifs sous tension (commentaire) |
| Gouverner l’Empire romain de Trajan à 410 après J.-C.                                                                                                  | refusé             | accepté            | accepté            |                                                                                               |
| Église, société et pouvoir dans la chrétienté latine (910-1274)                                                                                        | refusé             | refusé             | accepté            |                                                                                               |
| Environnements : approches géographiques | refusé             | refusé             | accepté            |                                                                                               |

Les épreuves d'admission se déroulent durant cette période toujours à Châlons-en-Champagne.
| Épreuve                              | Préparation | Durée | Coefficient |
| ------------------------------------ | ----------- | ----- | ----------- |
| 1. Mise en situation professionnelle | 5h00        | 1h00  | 5           |
| 2. Entretien avec le jury            | 0h00        | 0h35  | 3           |

Depuis la session 2022, la seconde épreuve orale d’admission des concours de recrutement de professeurs consiste en un entretien avec le jury. Cette épreuve vise à évaluer la motivation des candidats et leur aptitude à se projeter dans leur futur métier au sein du service public de l’éducation. L’épreuve est notée sur 20, la note 0 étant éliminatoire. Elle s’appuie sur les programmes scolaires et vise à apprécier les compétences pédagogiques, civiques et relationnelles des candidats. L’entretien, d’une durée totale de 35 minutes, se divise en deux parties :
- Première partie (15 minutes) : Le candidat débute par une présentation de 5 minutes maximum, exposant les éléments de son parcours (travaux de recherche, stages, engagement associatif, etc.) qui justifient sa candidature. Un échange avec le jury suit, basé sur cet exposé et, éventuellement, sur une fiche individuelle de renseignement (non notée).
- Seconde partie (20 minutes) : Deux mises en situation professionnelles sont proposées : une liée à l’enseignement (discipline ou contexte de classe) et une à la vie scolaire pour les enseignants ; deux situations de vie scolaire pour les CPE. Cette partie évalue l’aptitude du candidat à intégrer les valeurs de la République (dont la laïcité), les exigences du service public (neutralité, lutte contre les discriminations, égalité), ainsi que sa déontologie et son éthique professionnelle.

### De 2014 à 2021
Les épreuves d'admissibilité comprennent deux parties principales. La première, une composition d’histoire ou de géographie, dure 5 heures et a un coefficient de 1. La seconde, un commentaire de documents historiques ou géographiques1, dure également 5 heures et possède un coefficient de 1. Pour les deux épreuves les sujets sont réalisés à partir de trois thématiques géographiques et trois thématiques historiques, qui changent par roulement, en principe tous les deux ans.
1. Cette épreuve comporte une première partie, notée sur 10 points, qui vise à l'analyse d'un corpus de documents en lien avec un thème, et une seconde partie, notée sur 10 points, dans laquelle le candidat doit proposer un projet de séance de cours en lien avec les programmes des collèges/lycées. Elle porte sur la matière qui n'est pas tombée pour l'épreuve de composition.
Les épreuves d'admission se déroulent durant cette période toujours à Châlons-en-Champagne.
| Épreuve                                 | Préparation | Durée                                    | Coefficient |
| --------------------------------------- | ----------- | ---------------------------------------- | ----------- |
| 1. Mise en situation professionnelle    | 4h00        | 1h00 explication : 0h30 entretien : 0h30 | 2           |
| 2. Analyse de situation professionnelle | 4h00        | 1h00 explication : 0h30 entretien : 0h30 | 2           |

Le candidat tire au sort la matière dans laquelle il passe chacune de ces deux épreuves, ainsi que leur ordre de passage. La première épreuve est une leçon portant sur un thème tiré au sort en rapport avec le programme du concours. Le candidat dispose de 4h de préparation comprenant un passage à la bibliothèque du concours afin de choisir des documents d'appui à son exposé. Il consacre au maximum 10 minutes de ses 30 minutes d'exposé à la présentation d'un projet de séance de cours pour un niveau choisi.
La seconde épreuve consiste en un commentaire à propos d'un dossier documentaire fourni par le jury, au sujet d'une notion enseignée dans le secondaire. Elle porte sur la matière qui n'a pas été tirée au sort pour la première épreuve. Le commentaire doit comporter une dimension didactique, une dimension scientifique, et une dimension civique, qui sont chacune reprises par le jury pendant 10 minutes au cours de l'entretien.

### Jusqu'en 2013
Les épreuves d'admissibilité comprennent deux parties. La première est une dissertation d’histoire, d’une durée de 5 heures et avec un coefficient de 3. La seconde est une dissertation de géographie, également d’une durée de 5 heures et avec un coefficient de 3. Pour les deux épreuves les sujets sont réalisés à partir de trois thématiques géographiques et trois thématiques historiques, qui changent par roulement, en principe tous les deux ans.
Les épreuves d’admission se déroulent à Châlons-en-Champagne, au moins depuis le début des années 2000 et jusqu’en 2013. Leur format a évolué : jusqu’en 2011, elles comprenaient trois épreuves spécifiques, puis, à partir de 2011 et jusqu’en 2013 (notamment dès juin), elles ont été restructurées.
| Épreuve                 | Jusqu’en 2011 | Jusqu’en 2011                            | Jusqu’en 2011 | 2011-2013   | 2011-2013                                        | 2011-2013   |
| Épreuve                 | Préparation   | Durée                                    | Coefficient   | Préparation | Durée                                            | Coefficient |
| ----------------------- | ------------- | ---------------------------------------- | ------------- | ----------- | ------------------------------------------------ | ----------- |
| Leçon                   | 4h            | 0h45 explication : 0h30 entretien : 0h15 | 3             | 4h00        | 1h00 exposé : 0h30 entretien : 0h30              | 3           |
| Commentaire de document | 2h00          | 0h30 explication : 0h15 entretien : 0h15 | 2             | 4h00        | 0h40 exposé : 0h20 entretien : 0h20 (14 points)1 | 3           |
| Épreuve sur dossier     | 2h00          | 0h45 exposé : 0h15 entretien : 0h301     | 3             | -           | 0h20 exposé : 0h10 entretien : 0h10 (6 points)   | 3           |

Notes
1 L’épreuve sur dossier (jusqu’en 2011) ou sa première partie (2011-2013) repose sur des documents fournis par le jury dans une discipline du concours. Elle comprend un exposé et un entretien, évaluant :
- La connaissance des contenus et programmes de la discipline (collège et lycée) ;
- La réflexion sur les finalités, l’évolution et les liens avec d’autres disciplines ;
- La prise en compte de la dimension civique de l’enseignement ;
- Les aptitudes à l’expression orale, l’analyse, la synthèse et la communication ;
- Les connaissances de base sur l’organisation d’un établissement scolaire du second degré.

2Partie d'épreuve reposant sur la thématique : « Agir en fonctionnaire éthique et responsable ».

### Les programmes
Depuis 2026, le programme concerne l'ensemble des programmes du secondaire ; il reste identique d'une année sur l'autre. Avant cette date, on comptait trois questions d'histoire (avant la session 2011, ces questions étaient au nombre de quatre, soit une par période historique) et trois questions de géographie (une thématique, une sur la France et une sur un espace régional).
- À partir de 2026[8].
  - Histoire :
    - La Grèce classique.
    - Rome : République et Empire.
    - Contacts et conflits en Méditerranée, VIe-XIIIe siècles.
    - Société, Église et pouvoir politique dans l'Occident médiéval, XIe-XVe siècles.
    - Première mondialisation, Renaissance, humanisme et réformes, XVe-XVIIe siècles.
    - L'Europe au XVIIIe siècle, Révolution française et Empire.
    - Le XIXe siècle français : économie, société et politique, métropoles et colonies (1815-1914)
    - Le XXe siècle, guerres mondiales, totalitarismes, génocides, guerre froide, décolonisation.

  - Géographie :
    - Géographie de la population : démographie, distribution spatiale
    - Géographie de la mondialisation : acteurs, territoires, maritimisation, flux
    - Géographie de l’environnement : milieux, ressources, risques
    - Géographie de la France
    - Géographie de l’Union européenne
    - Géopolitique : frontières, conflits
    - Géographie urbaine : populations, dynamiques, activités
    - Géographie rurale : populations, dynamiques, activités

- 2025, 2026 et 2027[9]
  - Histoire ancienne : Gouverner l’Empire romain de Trajan à 410 après J.-C.
  - Histoire médiévale : Église, société et pouvoir dans la chrétienté latine (910-1274)
  - Histoire contemporaine : L’Empire colonial français en Afrique : métropole et colonies, sociétés coloniales, de la conférence de Berlin (1884-1885) aux accords d'Évian de 1962
  - Géographie thématique : Environnements : approches géographiques
  - Géographie des territoires : Les littoraux français
  - Géographie des territoires : L'Amérique latine

- 2024[5]
  - Histoire ancienne : Gouverner l’Empire romain de Trajan à 410 après J.-C.
  - Histoire médiévale et moderne : La construction de l’État monarchique en France de 1380 à 1715
  - Histoire contemporaine : L’Empire colonial français en Afrique : métropole et colonies, sociétés coloniales, de la conférence de Berlin (1884-1885) aux accords d'Évian de 1962
  - Géographie thématique : Frontières
  - Géographie des territoires : Populations, peuplement et territoires en France
  - Géographie des territoires : L'Amérique latine

- 2023[3]
  - Histoire ancienne : Religions et pouvoir dans le monde romain de 218 av. J.-C. à 250 ap. J.-C.
  - Histoire médiévale et moderne : La construction de l’État monarchique en France de 1380 à 1715
  - Histoire contemporaine : Le travail en Europe occidentale des années 1830 aux années 1930. Mains-d’œuvre artisanales et industrielles, pratiques et questions sociales.
  - Géographie thématique : Frontières
  - Géographie des territoires : Populations, peuplement et territoires en France
  - Géographie des territoires : L'Amérique latine

- 2021 et 2022[réf. nécessaire]
  - Histoire ancienne : Religions et pouvoir dans le monde romain de 218 av. J.-C. à 250 ap. J.-C.
  - Histoire médiévale : Écrit, pouvoirs et société en Occident aux XIIe – XIVe siècles (Angleterre, France, Italie, péninsule ibérique).
  - Histoire contemporaine : Le travail en Europe occidentale des années 1830 aux années 1930. Mains-d’œuvre artisanales et industrielles, pratiques et questions sociales.
  - Géographie des territoires : Les espaces ruraux en France.
  - Géographie des territoires : L'Asie du Sud-Est.
  - Géographie thématique : Frontières

- 2020[réf. nécessaire]
  - Histoire médiévale : Écrit, pouvoirs et société en Occident aux XIIe – XIVe siècles (Angleterre, France, Italie, péninsule ibérique).
  - Histoire moderne : État, pouvoirs et contestations dans les monarchies française et britannique et dans leurs colonies américaines (vers 1640-vers 1780).
  - Histoire contemporaine : Culture, médias, pouvoirs aux États-Unis et en Europe occidentale, 1945-1991.
  - Géographie des territoires : Les espaces ruraux en France.
  - Géographie des territoires : L'Asie du Sud-Est.
  - Géographie thématique : Les espaces du tourisme et des loisirs.

- 2019[réf. nécessaire]
  - Histoire ancienne : Famille et société dans le monde grec et à Rome du Ve au IIe siècle av. J.-C.
  - Histoire moderne : État, pouvoirs et contestations dans les monarchies française et britannique et dans leurs colonies américaines (vers 1640-vers 1780).
  - Histoire contemporaine : Culture, médias, pouvoirs aux États-Unis et en Europe occidentale, 1945-1991.
  - Géographie des territoires : Les espaces ruraux en France.
  - Géographie des territoires : L'Afrique, du Sahel et du Sahara à la Méditerranée.
  - Géographie thématique : Les espaces du tourisme et des loisirs.

- 2018[10]
  - Histoire ancienne : Famille et société dans le monde grec et en Italie du Ve au IIe siècle av. J.-C.
  - Histoire moderne : Sciences, techniques, pouvoirs et sociétés du XVIe au XVIIIe siècle (période de la Révolution française exclue) en Angleterre, France, Pays-Bas/Provinces Unies et péninsule italienne.
  - Histoire contemporaine : Le Moyen-Orient de 1876 à 1980.
  - Géographie des territoires : La France des marges.
  - Géographie des territoires : L'Afrique, du Sahel et du Sahara à la Méditerranée.
  - Géographie thématique : Les espaces du tourisme et des loisirs.

- 2017[11]
  - Histoire médiévale : Gouverner en Islam entre le Xe et le XVe siècle (Iraq jusqu'en 1258, Syrie, Hijaz, Yémen, Égypte, Maghreb et al-Andalus).
  - Histoire moderne : Sciences, techniques, pouvoirs et sociétés du XVIe au XVIIIe siècle (période de la Révolution française exclue) en Angleterre, France, Pays-Bas/Provinces Unies et péninsule italienne.
  - Histoire contemporaine : Le Moyen-Orient de 1876 à 1980.
  - Géographie des territoires : La France des marges.
  - Géographie des territoires : L'Union indienne.
  - Géographie thématique : Géographie des mers et des Océans[12].

- 2016[13]
  - Histoire ancienne : Le monde romain de 70 av. J.-C. à 73 apr. J.-C.
  - Histoire médiévale : Gouverner en Islam entre le Xe et le XVe siècle (Iraq jusqu'en 1258, Syrie, Hijaz, Yémen, Égypte, Maghreb et al-Andalus).
  - Histoire contemporaine : Citoyenneté, république, démocratie en France de 1789 à 1899.
  - Géographie des territoires : La France : mutations des systèmes productifs.
  - Géographie des territoires : L’Union indienne.
  - Géographie thématique : Géographie des mers et des océans.

- 2015[14]
  - Histoire ancienne : Le monde romain de 70 av. J.-C. à 73 apr. J.-C.
  - Histoire médiévale : Gouverner en Islam entre le Xe et le XVe siècle (Iraq jusqu'en 1258, Syrie, Hijaz, Yémen, Égypte, Maghreb et al-Andalus).
  - Histoire contemporaine : Citoyenneté, république, démocratie en France de 1789 à 1899.
  - Géographie des territoires : La France : mutations des systèmes productifs.
  - Géographie des territoires : Canada, États-Unis, Mexique.
  - Géographie thématique : Géographie des mers et des océans.

- 2014[15]

En raison de la réforme prochaine des concours d'enseignement et de la masterisation, il a été décidé par le jury et le ministère le gel des questions pour la session 2014 (écrits au printemps 2014 et oraux en juin et juillet 2014). Autrement dit, les questions au programme sont les mêmes que pour la session 2013 et 2013bis.
- 2013[16]
  - Histoire ancienne : Les diasporas grecques du VIIIe à la fin du IIIe siècle av. J.-C. (bassin méditerranéen, Proche-Orient)
  - Histoire médiévale et moderne : Le Prince et les Arts en France et en Italie du XIVe au XVIIIe siècle.
  - Histoire contemporaine : Les sociétés coloniales à l'âge des empires : Afrique, Antilles, Asie (années 1850 - années 1950).
  - Géographie des territoires : La France en villes
  - Géographie des territoires : Canada, États-Unis, Mexique.
  - Géographie thématique : Géographie des conflits.

- 2012[17]

Pour la session 2012, toutes les questions au programme de 2011 sont maintenues (il s'agit d'une mesure transitoire destinée à accompagner la mise en place progressive de la nouvelle formule du CAPES) à une exception près : la question de géographie thématique intitulée Nourrir les hommes cède sa place à une question consacrée à la Géographie des conflits.
- 2011[18]
  - Histoire ancienne : Rome et l’Occident, de 197 av. J.-C. à 192 apr. J.-C. (Gaules, Germanies, Bretagne, Sicile, Corse, Sardaigne, provinces alpestres, Rhétie, péninsule Ibérique).
  - Histoire médiévale et moderne : Le Prince et les Arts en France et en Italie du XIVe au XVIIIe siècle.
  - Histoire contemporaine : Le monde britannique de 1815 à 1914.
  - Géographie des territoires : La France en villes.
  - Géographie des territoires : L'Europe.
  - Géographie thématique : Nourrir les hommes.

- 2010[19]
  - Histoire ancienne : Rome et l’Occident, de 197 av. J.-C. à 192 apr. J.-C. (îles de la Méditerranée occidentale - Sicile, Sardaigne, Corse, péninsule Ibérique, Gaule - Cisalpine exclue, Germanie, Alpes - provinces alpestres et Rhétie, Bretagne).
  - Histoire médiévale : Pouvoirs, Église et société dans les royaumes de France, Bourgogne et Germanie aux Xe et XIe siècles (888-vers 1110).
  - Histoire moderne : Les affrontements religieux en Europe du début du XVIe siècle au milieu du XVIIe siècle.
  - Histoire contemporaine : Le monde britannique de 1815 à 1914
  - Géographie des territoires : La France, aménager les territoires.
  - Géographie des territoires : L’Europe.
  - Géographie thématique : Nourrir les hommes.

- 2009[20]
  - Histoire ancienne : Économies et sociétés de 478 à 88 en Grèce ancienne (Grèce continentale, îles de la mer Égée, cités côtières d'Asie Mineure).
  - Histoire médiévale : Pouvoirs, Église et société dans les royaumes de France, Bourgogne et Germanie aux Xe et XIe siècles (888-vers 1110).
  - Histoire moderne : Les affrontements religieux en Europe du début du XVIe au milieu du XVIIe siècle.
  - Histoire contemporaine : Penser et construire l'Europe de 1919 à 1992 (hors des expériences propres au monde communiste).
  - Géographie des territoires : La France, aménager les territoires.
  - Géographie des territoires : La Russie.
  - Géographie thématique : Nourrir les hommes.

- 2008[20]
  - Histoire ancienne : Économies et sociétés de 478 à 88 en Grèce ancienne (Grèce continentale, îles de la mer Égée, cités côtières d'Asie Mineure).
  - Histoire médiévale : Le monde byzantin, du milieu du VIIIe siècle à 1204 : économie et société.
  - Histoire moderne : Les sociétés anglaise, espagnole et française au XVIIe siècle.
  - Histoire contemporaine : Penser et construire l'Europe de 1919 à 1992 (hors des expériences propres au monde communiste).
  - Géographie des territoires : La France et ses régions en Europe et dans le monde.
  - Géographie des territoires : La Russie.
  - Géographie thématique : La mondialisation.

- 2007[21]
  - Histoire ancienne : L'Afrique romaine (de l’Atlantique à la Tripolitaine) de 69 à 439.
  - Histoire médiévale : Le monde byzantin, du milieu du VIIIe siècle à 1204 : économie et société.
  - Histoire moderne : Les sociétés anglaise, espagnole et française au XVIIe siècle.
  - Histoire contemporaine : Les campagnes dans les évolutions sociales et politiques en Europe, des années 1830 à la fin des années 1920 : étude comparée de la France, de l’Allemagne, de l’Espagne et de l’Italie.
  - Géographie des territoires : La France et ses régions en Europe et dans le monde.
  - Géographie des territoires : L'Amérique latine.
  - Géographie thématique : La mondialisation.

- 2006[22]
  - Histoire ancienne : L'Afrique romaine (de l’Atlantique à la Tripolitaine) de 69 à 439.
  - Histoire médiévale : Les villes d’Italie du milieu du XIIe siècle au milieu du XIVe siècle : économies, sociétés, pouvoirs, cultures.
  - Histoire moderne : Révoltes et révolutions en Europe (Russie incluse) et aux Amériques de 1773 à 1802.
  - Histoire contemporaine : Les campagnes dans les évolutions sociales et politiques en Europe, des années 1830 à la fin des années 1920 : étude comparée de la France, de l’Allemagne, de l’Espagne et de l’Italie.
  - Géographie des territoires : La France et ses régions en Europe et dans le monde.
  - Géographie des territoires : L'Amérique latine.
  - Géographie thématique : Les risques.

- 2005[23]
  - Histoire ancienne : L'Anatolie (à l'ouest de l'Halys, y compris les îles possédant des territoires sur le continent), la Syrie, l'Égypte (avec Chypre), de la mort d'Alexandre au règlement par Rome des affaires d'Orient (55 avant notre ère).
  - Histoire médiévale : Les villes d’Italie du milieu du XIIe siècle au milieu du XIVe siècle : économies, sociétés, pouvoirs, cultures.
  - Histoire moderne : Révoltes et révolutions en Europe (Russie incluse) et aux Amériques de 1773 à 1802.
  - Histoire contemporaine : Les sociétés, la guerre et la paix de 1911 à 1946 (Europe, Russie puis URSS, Japon, États-Unis).
  - Géographie des territoires : La France et ses régions en Europe et dans le monde.
  - Géographie des territoires : L'Afrique.
  - Géographie thématique : Les risques.

- 2004[24]
  - Histoire ancienne : L'Anatolie (à l'ouest de l'Halys, y compris les îles possédant des territoires sur le continent), la Syrie, l'Égypte (avec Chypre), de la mort d'Alexandre au règlement par Rome des affaires d'Orient (55 avant notre ère).
  - Histoire médiévale : Les sociétés en Europe du milieu du VIe siècle à la fin du IXe siècle (monde byzantin, musulman et slave exclus).
  - Histoire moderne : La Renaissance des années 1470 aux années 1560 (envisagée sous toutes ses dimensions).
  - Histoire contemporaine : Les sociétés, la guerre et la paix de 1911 à 1946 (Europe, Russie puis URSS, Japon, États-Unis)
  - Géographie des territoires : La France et ses régions en Europe et dans le monde.
  - Géographie des territoires : L'Afrique.
  - Géographie thématique : Les montagnes.

- 2003[25]
  - Histoire ancienne : Rome, ville et capitale, de César à la fin des Antonins.
  - Histoire médiévale : Les sociétés en Europe du milieu du VIe siècle à la fin du IXe siècle (monde byzantin, musulman et slave exclus).
  - Histoire moderne : La Renaissance des années 1470 aux années 1560 (envisagée sous toutes ses dimensions).
  - Histoire contemporaine : Religion et culture dans les sociétés et dans les États européens de 1800 à 1914 : France, Allemagne, Italie, Royaume-Uni (dans leurs limites de 1914).
  - Géographie des territoires : La France et ses régions en Europe et dans le monde.
  - Géographie des territoires : La Méditerranée.
  - Géographie thématique : Les montagnes.

- 2002[26] 
  - Histoire ancienne : Rome, ville et capitale, de César à la fin des Antonins.
  - Histoire médiévale : Les relations des pays d'Islam avec le monde latin du Xe siècle au milieu du XIIIe siècle.
  - Histoire moderne : Les monarchies espagnole et française (territoires extra-européens exclus) du milieu du XVIe siècle à 1714.
  - Histoire contemporaine : Religion et culture dans les sociétés et dans les États européens de 1800 à 1914 : France, Allemagne, Italie, Royaume-Uni (dans leurs limites de 1914).
  - Géographie des territoires : La France et ses régions, y compris les départements et les territoires d'outre-mer.
  - Géographie des territoires : La Méditerranée.
  - Géographie thématique : Les très grandes villes dans le monde, étude géographique (par commodité, on pourra retenir le seuil des agglomérations de deux millions d'habitants).

- 2001[27]
  - Histoire ancienne : Guerres et sociétés dans les mondes grecs de 490 av. J.-C. à 322 av. J.-C. (Macédoine comprise).
  - Histoire médiévale : Les relations des pays d'Islam avec le monde latin du Xe siècle au milieu du XIIIe siècle.
  - Histoire moderne : Les monarchies espagnole et française (territoires extra-européens exclus) du milieu du XVIe siècle à 1714.
  - Histoire contemporaine : la démocratie aux États-Unis d'Amérique et en Europe (Allemagne puis RFA, Espagne, France, Italie, Royaume-Uni) de 1918 à 1989 : idées et combats, institutions et pratiques.
  - Géographie des territoires : La France, y compris les départements et les territoires d'outre-mer.
  - Géographie des territoires : La Chine et les chinois de la diaspora.
  - Géographie thématique : Les très grandes villes dans le monde, étude géographique (par commodité, on pourra retenir le seuil des agglomérations de deux millions d'habitants).

- 2000[28]
  - Histoire ancienne : Guerres et sociétés dans les mondes grecs de 490 av. J.-C. à 322 av. J.-C. (Macédoine comprise).
  - Histoire médiévale : Éducation et cultures dans l'Occident chrétien, du début du XIIe siècle au milieu du XVe siècle.
  - Histoire moderne : La terre et les paysans en France (dans ses limites actuelles) et en Grande-Bretagne, du début du XVIIe siècle à la fin du XVIIIe siècle.
  - Histoire contemporaine : la démocratie aux États-Unis d'Amérique et en Europe (Allemagne puis RFA, Espagne, France, Italie, Royaume-Uni) de 1918 à 1989 : idées et combats, institutions et pratiques.
  - Géographie des territoires : La France, y compris les départements et les territoires d'outre-mer.
  - Géographie des territoires : La Chine et les chinois de la diaspora.
  - Géographie thématique : Géographie humaine des littoraux maritimes.

- 1999[29]
  - Histoire ancienne : L'Empire romain de la mort de Commode au concile de Nicée (192-325).
  - Histoire médiévale : Éducation et cultures dans l'Occident chrétien, du début du XIIe siècle au milieu du XVe siècle.
  - Histoire moderne : La terre et les paysans en France (dans ses limites actuelles) et en Grande-Bretagne, du début du XVIIe siècle à la fin du XVIIIe siècle.
  - Histoire contemporaine : Industrialisation et sociétés en Europe occidentale (Allemagne-RFA, Belgique, Luxembourg et Pays-Bas, France, Italie, Royaume-Uni) du début des années 1880 à la fin des années 1960.
  - Géographie des territoires : La France, y compris les départements et les territoires d'outre-mer.
  - Géographie des territoires : L'Europe médiane en mutation (Allemagne, Autriche, République tchèque, Slovaquie, Pologne, Hongrie, Roumanie)
  - Géographie thématique : Géographie humaine des littoraux maritimes.

- 1998[30]
  - Histoire ancienne : L'Empire romain de la mort de Commode au concile de Nicée (192-325).
  - Histoire médiévale : Le christianisme du début du VIIe siècle au milieu du XIe siècle : formation, confrontation et vie intérieure des chrétientés latine et byzantine (y compris les chrétientés orientales en terre d'Islam et les nouvelles chrétientés).
  - Histoire moderne : Européens et espaces maritimes (Méditerranée exclue) au XVIIIe siècle (vers 1690-vers 1790) ; aspects économiques et sociaux, expansion coloniale, rivalités politiques et influences culturelles.
  - Histoire contemporaine : Industrialisation et sociétés en Europe occidentale (Allemagne-RFA, Belgique, Luxembourg et Pays-Bas, France, Italie, Royaume-Uni) du début des années 1880 à la fin des années 1960.
  - Géographie des territoires : La France, y compris les départements et les territoires d'outre-mer.
  - Géographie des territoires : L'Europe médiane en mutation (Allemagne, Autriche, République tchèque, Slovaquie, Pologne, Hongrie, Roumanie)
  - Géographie thématique : Crises et mutations des agricultures et des espaces ruraux.

- 1997[31]
  - Histoire ancienne : Les Grecs de l'époque archaïque (milieu du IXe siècle - 478 av. J.-C.).
  - Histoire médiévale : Le christianisme du début du VIIe siècle au milieu du XIe siècle : formation, confrontation et vie intérieure des chrétientés latine et byzantine (y compris les chrétientés orientales en terre d'Islam et les nouvelles chrétientés).
  - Histoire moderne : Européens et espaces maritimes (Méditerranée exclue) au XVIIIe siècle (vers 1690-vers 1790) ; aspects économiques et sociaux, expansion coloniale, rivalités politiques et influences culturelles.
  - Histoire contemporaine : Nation, nationalités, nationalismes en Europe (Russie d'Europe incluse) de 1850 à 1920.
  - Géographie des territoires : La France, y compris les départements d'outre-mer (Guadeloupe, Guyane, Martinique, Réunion).
  - Géographie des territoires : Afrique septentrionale et Asie occidentale (non compris l'Iran et le Soudan).
  - Géographie thématique : Crises et mutations des agricultures et des espaces ruraux.

- 1996[32]
  - Histoire ancienne : Les Grecs de l'époque archaïque (milieu du IXe siècle - 478 av. J.-C.).
  - Histoire médiévale : L'Europe occidentale chrétienne au XIIIe siècle (royaume de France, royaume d'Angleterre, Empire, États italiens, royaumes chrétiens de la péninsule ibérique).
  - Histoire moderne : Société, cultures et vie religieuse en France (dans ses limites actuelles) du début du XVIe siècle au milieu du XVIIe siècle.
  - Histoire contemporaine : Nation, nationalités, nationalismes en Europe (Russie d'Europe incluse) de 1850 à 1920.
  - Géographie des territoires : La France, y compris les départements d'outre-mer (Guadeloupe, Guyane, Martinique, Réunion).
  - Géographie des territoires : Afrique septentrionale et Asie occidentale (non compris l'Iran et le Soudan).
  - Géographie thématique : Les populations du monde (distribution spatiale, changements démographiques et sociaux, migrations).

- 1995[33]
  - Histoire ancienne : Rome, la péninsule Italienne, l'Istrie, la Sicile, la Sardaigne et la Corse, de 218 à 31 av. J.-C.
  - Histoire médiévale : L'Europe occidentale chrétienne au XIIIe siècle (royaume de France, royaume d'Angleterre, Empire, États italiens, royaumes chrétiens de la péninsule ibérique).
  - Histoire moderne : Société, cultures et vie religieuse en France (dans ses limites actuelles) du début du XVIe siècle au milieu du XVIIe siècle.
  - Histoire contemporaine : L'Europe et l'Afrique (Afrique continentale et Madagascar), de la veille de la Première Guerre mondiale aux années 1970.
  - Géographie des territoires : La France, y compris les départements d'outre-mer (Guadeloupe, Guyane, Martinique, Réunion).
  - Géographie des territoires : Amérique du Nord (États-Unis, Canada, Mexique)
  - Géographie thématique : Les populations du monde (distribution spatiale, changements démographiques et sociaux, migrations).

- 1994[34]
  - Histoire ancienne : Rome, la péninsule Italienne, l'Istrie, la Sicile, la Sardaigne et la Corse, de 218 à 31 av. J.-C.
  - Histoire médiévale : Populations et sociétés de l'Europe occidentale aux XIVe et XVe siècles (France et grands fiefs, Grande-Bretagne, Italie, terres d'Empire).
  - Histoire moderne : La France et les français de la mort de Louis XIV à la veille de la révolution : aspects intérieurs, coloniaux et extérieurs (1715-1788).
  - Histoire contemporaine : L'Europe et l'Afrique (Afrique continentale et Madagascar), de la veille de la Première Guerre mondiale aux années 1970.
  - Géographie des territoires : La France, y compris les départements d'outre-mer (Guadeloupe, Guyane, Martinique, Réunion).
  - Géographie des territoires : Amérique du Nord (États-Unis, Canada, Mexique).
  - Géographie thématique : Géographie du tourisme et des loisirs.

- 1993[35]
  - Histoire ancienne : La vie religieuse en Grèce du début du Ve siècle à la fin du IIIe siècle av. J.-C. (Grèce continentale et insulaire, côte de l'Asie mineure).
  - Histoire médiévale : Populations et sociétés de l'Europe occidentale aux XIVe et XVe siècles (France et grands fiefs, Grande-Bretagne, Italie, terres d'Empire).
  - Histoire moderne : La France et les français de la mort de Louis XIV à la veille de la révolution : aspects intérieurs, coloniaux et extérieurs (1715-1788).
  - Histoire contemporaine : Villes et sociétés urbaines aux États-Unis, en France, dans le Royaume-Uni et dans les pays germaniques depuis le début du XIXe siècle jusqu'en 1914.
  - Géographie des territoires : La France, y compris les départements d'outre-mer (Guadeloupe, Guyane, Martinique, Réunion).
  - Géographie des territoires : La façade pacifique de l'Asie.
  - Géographie thématique : Géographie du tourisme.

- 1992[36]
  - Histoire ancienne : La vie religieuse en Grèce du début du Ve siècle à la fin du IIIe siècle av. J.-C. (Grèce continentale et insulaire, côte de l'Asie mineure).
  - Histoire médiévale : Les pays européens riverains du bassin occidental de la Méditerranée (France de langue d'oc, Provence, Italie, péninsule ibérique), y compris les domaines insulaires, des environs de 1030 jusqu'en 1212-1213.
  - Histoire moderne : Guerre et paix au XVIIe siècle en Europe : aspects militaires, politiques, culturels, religieux et économiques (1618-1721). NB : Les implications coloniales doivent être envisagées sans être étudiées en détail ; en revanche, les implications internationales des révoltes populaires et des guerres civiles seront retenues.
  - Histoire contemporaine : Villes et sociétés urbaines aux États-Unis, en France, dans le Royaume-Uni et dans les pays germaniques depuis le début du XIXe siècle jusqu'en 1914.
  - Géographie des territoires : La France, y compris les départements d'outre-mer (Guadeloupe, Guyane, Martinique, Réunion).
  - Géographie des territoires : La façade pacifique de l'Asie.
  - Géographie thématique : ?

- 1991[37]
  - Histoire ancienne : Les provinces romaines d'Europe centrale et occidentale de 31 av. J.-C. à 235 apr. J.-C. (Norique, Rhétie, Provinces alpestres, Germanies, Gaules, Bretagne, Péninsule ibérique).
  - Histoire médiévale : Les pays européens riverains du bassin occidental de la Méditerranée (France de langue d'oc, Provence, Italie, péninsule ibérique), y compris les domaines insulaires, des environs de 1030 jusqu'en 1212-1213.
  - Histoire moderne : Guerre et paix au XVIIe siècle en Europe : aspects militaires, politiques, culturels, religieux et économiques (1618-1721). NB : Les implications coloniales doivent être envisagées sans être étudiées en détail ; en revanche, les implications internationales des révoltes populaires et des guerres civiles seront retenues.
  - Histoire contemporaine : L'Empire russe et l'Union soviétique depuis le règne de Nicolas Ier jusqu'en juin 1941 (Aspects intérieurs et extérieurs).
  - Géographie des territoires : La France, y compris les départements d'outre-mer (Guadeloupe, Guyane, Martinique, Réunion).
  - Géographie des territoires : ?
  - Géographie thématique : ?

- 1990[38]
  - Histoire ancienne : Les provinces romaines d'Europe centrale et occidentale de 31 av. J.-C. à 235 apr. J.-C. (Norique, Rhétie, Provinces alpestres, Germanies, Gaules, Bretagne, Péninsule ibérique).
  - Histoire médiévale : L'Occident barbare de 476 à 774 : Germanie, Gaule, Îles britanniques, péninsule Ibérique, Italie.
  - Histoire moderne : États et provinces de l'Europe du Sud-Ouest au XVIIe siècle (1598-1714) : États italiens et ibériques, îles du bassin occidental de la Méditerranée, Provence, Languedoc, Roussillon. NB : L'histoire des empires coloniaux ou des dépendances est exclue. En revanche, les rapports avec ces empires et ces dépendances sont à prendre en considération.
  - Histoire contemporaine : L'Empire russe et l'Union soviétique depuis le règne de Nicolas Ier jusqu'en juin 1941 (Aspects intérieurs et extérieurs).
  - Géographie des territoires : La France, aspects généraux et régionaux (y compris les départements d'outre-mer : Guadeloupe, Guyane, Martinique, Réunion).
  - Géographie des territoires : Les États méditerranéens de la CEE (Espagne, Grèce, Italie, Portugal).
  - Géographie thématique : Les régions et les grandes agglomérations anciennement industrialisées (constituées avant la crise de 1929-1930) et leurs mutations récentes.
  - Géographie thématique : Les structures de propriété et d'exploitation agricole et leurs évolutions récentes.

- 1989[39]
  - Histoire ancienne : La péninsule Balkanique (Thrace, Macédoine, Grèce continentale et insulaire, Épire, Illyrie méridionale) de 359 à 146 avant notre ère.
  - Histoire médiévale : L'Occident barbare de 476 à 774 : Germanie, Gaule, Îles britanniques, péninsule Ibérique, Italie.
  - Histoire moderne : États et provinces de l'Europe du Sud-Ouest au XVIIe siècle (1598-1714) : États italiens et ibériques, îles du bassin occidental de la Méditerranée, Provence, Languedoc, Roussillon. NB : L'histoire des empires coloniaux ou des dépendances est exclue. En revanche, les rapports avec ces empires et ces dépendances sont à prendre en considération.
  - Histoire contemporaine : Histoire culturelle de l’Europe occidentale de 1919 à la fin des années cinquante: croyances et pratiques religieuses, idées et pratiques politiques, courants intellectuels et artistiques et leurs relations avec les mentalités collectives (Allemagne, Espagne, France, Royaume-Uni, Italie).
  - Géographie des territoires : La France, y compris les départements d'outre-mer (Guadeloupe, Guyane, Martinique, Réunion).
  - Géographie des territoires : Brésil, Argentine, Paraguay, Uruguay.
  - Géographie thématique : ?

- 1988[40]
  - Histoire ancienne : La péninsule Balkanique (Thrace, Macédoine, Grèce continentale et insulaire, Épire, Illyrie méridionale) de 359 à 146 avant notre ère.
  - Histoire médiévale : Pouvoirs et sociétés politiques dans les royaumes anglais, français, ibériques (sauf Grenade), italiens (Naples, Sicile), du début du XIVe siècle au milieu du XVe siècle
  - Histoire moderne : L’Europe du Nord-Ouest (France, îles britanniques, Pays-Bas et Provinces-Unies) de 1559 à 1642.
  - Histoire contemporaine : Histoire culturelle de l’Europe occidentale de 1919 à la fin des années cinquante : croyances et pratiques religieuses, idées et pratiques politiques, courants intellectuels et artistiques et leurs relations avec les mentalités collectives (Allemagne, Espagne, France, Royaume-Uni, Italie).
  - Géographie des territoires : La France, y compris les départements d'outre-mer (Guadeloupe, Guyane, Martinique, Réunion).
  - Géographie des territoires : Brésil, Argentine, Paraguay, Uruguay.
  - Géographie thématique : L'espace urbanisé : centre-ville et périphérie urbaine.

- 1987
  - Histoire ancienne : L’Orient romain (provinces de langue grecque) de 31 av. J.-C. à la fin de l’époque des Sévère.
  - Histoire médiévale : Pouvoirs et sociétés politiques dans les royaumes anglais, français, ibériques (sauf Grenade), italiens (Naples, Sicile), du début du XIVe siècle au milieu du XVe siècle.
  - Histoire moderne : L’Europe du Nord-Ouest (France, îles britanniques, Pays-Bas et Provinces-Unies) de 1559 à 1642.
  - Histoire contemporaine : Quarante ans d’histoire de France et des Français : 1859-1899.
  - Géographie des territoires : La France, y compris les départements d'outre-mer (Guadeloupe, Guyane, Martinique, Réunion).
  - Géographie des territoires : États-Unis et Canada.
  - Géographie thématique : L'espace urbanisé : centre-ville et périphérie urbaine.

- 1986
  - Histoire ancienne : L’Orient romain (provinces de langue grecque) de 31 av. J.-C. à la fin de l’époque des Sévère.
  - Histoire médiévale : La société et les cadres de vie dans l’Empire germanique (Italie exclue) et dans les royaumes d’Angleterre et de France du milieu du XIe siècle au milieu du XIIIe siècle.
  - Histoire moderne : ?
  - Histoire contemporaine : Quarante ans d’histoire de France et des Français : 1859-1899.
  - Géographie des territoires : La France, y compris les départements d'outre-mer (Guadeloupe, Guyane, Martinique, Réunion).
  - Géographie des territoires : États-Unis et Canada.
  - Géographie thématique : Les migrations de population (migrations journalières de travail et migrations touristiques exclues).

- 1985[41]
  - Histoire ancienne : Citoyens et non citoyens dans le monde grec (Ve et IVe siècles avant J.-C.).
  - Histoire médiévale : La société et les cadres de vie dans l’Empire germanique (Italie exclue) et dans les royaumes d’Angleterre et de France du milieu du XIe siècle au milieu du XIIIe siècle.
  - Histoire moderne : ?
  - Histoire contemporaine : La vie politique en France et en Allemagne de l’Ouest et en Grande-Bretagne de 1945 à la fin des années soixante.
  - Géographie des territoires : La France, y compris les départements d'outre-mer (Guadeloupe, Guyane, Martinique, Réunion).
  - Géographie des territoires : L'URSS.
  - Géographie thématique : Les migrations de population (migrations journalières de travail et migrations touristiques exclues).

- 1984
  - Histoire ancienne : Citoyens et non citoyens dans le monde grec (Ve et IVe siècles avant J.-C.).
  - Histoire médiévale : L’Église et la vie religieuse en Occident de l’avènement de Boniface VIII à la fin du concile de Bâle (1294-1449)
  - Histoire moderne : Les villes en Europe occidentale (France, Angleterre, Pays-Bas, Provinces-Unies, Allemagne rhénane) du milieu du XVIIe siècle à la veille de la Révolution française.
  - Histoire contemporaine : La vie politique en France et en Allemagne de l’Ouest et en Grande-Bretagne de 1945 à la fin des années soixante.
  - Géographie des territoires : La France, y compris les départements d'outre-mer (Guadeloupe, Guyane, Martinique, Réunion).
  - Géographie des territoires : L'URSS.
  - Géographie thématique : Géographie des transports.

- 1983
  - Histoire ancienne : Le monde romain de l’avènement de Valérien à la mort de Julien (253-363).
  - Histoire médiévale : L’Église et la vie religieuse en Occident de l’avènement de Boniface VIII à la fin du concile de Bâle (1294-1449).
  - Histoire moderne : Les villes en Europe occidentale (France, Angleterre, Pays-Bas, Provinces-Unies, Allemagne rhénane) du milieu du XVIIe siècle à la veille de la Révolution française.
  - Histoire contemporaine : La vie économique en France, en Allemagne, aux États-Unis et en Russie de 1850 à 1914.
  - Géographie des territoires : La France, y compris les départements d'outre-mer (Guadeloupe, Guyane, Martinique, Réunion).
  - Géographie des territoires : L'Europe du Nord et du Nord-Ouest : Islande, îles britanniques, Danemark, Norvège, Suède, Finlande.
  - Géographie thématique : Géographie des transports.

- 1982
  - Histoire ancienne : Le monde romain de l’avènement de Valérien à la mort de Julien (253-363).
  - Histoire médiévale : ?
  - Histoire moderne : Réforme et Contre-Réforme en Europe de 1517 à 1620.
  - Histoire contemporaine : La vie économique en France, en Allemagne, aux États-Unis et en Russie de 1850 à 1914.
  - Géographie des territoires : La France, y compris les départements d'outre-mer (Guadeloupe, Guyane, Martinique, Réunion).
  - Géographie des territoires : L'Europe du Nord et du Nord-Ouest : Islande, îles britanniques, Danemark, Norvège, Suède, Finlande.
  - Géographie thématique : Les villes.

- 1981
  - Histoire ancienne : ?
  - Histoire médiévale : ?
  - Histoire moderne : Réforme et Contre-Réforme en Europe de 1517 à 1620.
  - Histoire contemporaine : ?
  - Géographie des territoires : La France, y compris les départements d'outre-mer (Guadeloupe, Guyane, Martinique, Réunion).
  - Géographie des territoires : ?
  - Géographie thématique : Les villes.

### Les sujets d'admissibilité
Les épreuves écrites ont lieu en mars ou avril et se déroulent sur deux jours. Elles se constituent le premier jour d'une épreuve de composition puis de commentaire de documents le jour suivant. Il y a un lieu de composition par académie, pouvant être amené à changer d'une année sur l'autre.
En géographie, les correcteurs attendent des candidats qu'ils joignent à leur dissertation un croquis de synthèse et plusieurs croquis ou schémas intégrés à l'analyse sont appréciés des correcteurs.
- Mars 2025 (session 2025)
  - Composition d'histoire : Contester l’impérialisme colonial français (métropole et colonies) (1884/1885-1962)
  - Commentaire de documents géographiques : Les littoraux touristiques français, des espaces attractifs sous tension

- Mars 2024 (session 2024)
  - Composition de géographie : Les dynamiques des espaces agricoles en Amérique latine
  - Commentaire de documents historiques : Servir l’État monarchique en France (1380-1715)

- Mars 2023 (session 2023)
  - Composition d'histoire : Religions et contestation du pouvoir à Rome et dans le monde romain (218 av. J.-C. - 250 apr. J.-C.)
  - Commentaire de documents géographiques : Métropolisation et dynamiques de peuplement en France

- Mars 2022 (session 2022)
  - Composition de géographie : Ressources et développement en Asie du Sud-Est, épreuve annulée[42] (fond de carte inutilisable), 
    - Nouveau sujet : L'inégale intégration des espaces ruraux d' Asie du Sud-Est

  - Commentaire de documents historiques : Prévenir et gérer les risques pour les travailleurs en Europe occidentale (années 1830-années 1930)

- Mars 2021 (session 2021)
  - Composition d'histoire : Les usages de l'écrit du XIIe au XIVe siècle (Angleterre, France, Italie, péninsule ibérique).
  - Commentaire de documents géographiques : Les territoires frontaliers : entre tensions et coopérations.

- Juillet 2020 (session 2020)
  - Composition de géographie : Les relations villes-campagnes, un facteur de recomposition des espaces ruraux en France
  - Commentaire de documents historiques : La guerre et la construction de l'État dans les monarchies française et britannique des années 1640 aux années 1780 (espaces coloniaux américains inclus)

- Avril 2019 (session 2019)
  - Composition d'histoire : Les démocraties et la massification culturelle (États-Unis et Europe occidentale, 1945-1991).
  - Commentaire de documents géographiques : Nords et Suds en Afrique du Sahel et du Sahara à la Méditerranée.

- Avril 2018 (session 2018)
  - Composition d'histoire : Famille et prestige dans le monde grec et à Rome (Ve – IIe siècle av. J.-C.).
  - Commentaire de documents géographiques : Les Départements et Régions d'Outre-Mer français (DROM) entre marginalisation et intégration.

- Avril 2017 (session 2017)
  - Composition de géographie : Habiter les villes dans l'Union Indienne.
  - Commentaire de documents historiques : Les ruptures de la Première Guerre mondiale au Moyen-Orient (1876-1980).

- Avril 2016 (session 2016)
  - Composition d'histoire : Pouvoirs et guerres en Islam entre le Xe et le XVe siècle (Iraq jusqu'en 1258, Syrie, Hijaz, Yémen, Égypte, Maghreb et al-Andalus).
  - Commentaire de documents géographiques : Entre crises et mutations, un système agricole français en recomposition.

- Avril 2015 (session 2015)
  - Composition d'histoire : Les engagements civiques, intellectuels et sociaux des républicains en France, de 1815 à 1899.
  - Commentaire de documents géographiques : Mondialisation, routes maritimes et révolution des transports.

- Avril 2014 (session 2014)
  - Composition de géographie : Minorités et recompositions territoriales en Amérique du Nord (Canada, États-Unis, Mexique).
  - Commentaire de documents : Violence et ordre dans les sociétés coloniales à l'âge des empires (1850 - fin des années 1950).

- Juin 2013 (session 2014 exceptionnelle)
  - Histoire contemporaine : Les sociétés coloniales au travail à l'âge des Empires (Afrique, Antilles, Asie ; années 1850 - années 1950).
  - Géographie thématique : Les conflits : organisateurs et désorganisateurs des territoires.

- Novembre 2012 (session 2013)
  - Histoire médiévale et moderne : Les capitales princières et les arts en France et en Italie du XIVe siècle au XVIIIe siècle.
  - Géographie des territoires : La France des banlieues : hétérogénéités socio-spatiales.

- Novembre 2011 (session 2012)
  - Histoire ancienne : Rome et les élites occidentales.
  - Géographie des territoires : L'Europe: frontières, césures, limites.

- Novembre 2010 (session 2011)
  - Histoire contemporaine : Les identités dans le monde britannique, 1815-1931
  - Géographie thématique : Nourrir les très grandes villes dans le monde

- Mars 2010
  - Histoire médiévale : Pouvoirs et violence dans les royaumes de France, de Bourgogne et de Germanie (888-début du XIIe siècle).
  - Géographie des territoires : Aménagements des territoires et mutations récentes de l'agriculture française.

- 2009
  - Histoire moderne : Les minorités religieuses et la défense de leur foi en Europe, du début du XVIe siècle au milieu du XVIIe siècle.
  - Géographie des territoires : Les façades littorales de la Russie.

- 2008
  - Histoire moderne : Tenir son rang dans les sociétés anglaise, espagnole et française au XVIIe siècle.
  - Géographie thématique : La place des réseaux internationaux de transports et de communication dans le processus de mondialisation.

- 2007
  - Histoire ancienne : Être Romain en Afrique du Nord (69-439 apr. J.-C.).
  - Géographie des territoires : La question de la terre en Amérique latine.

- 2006
  - Histoire médiévale : Pouvoirs et gouvernements dans les villes italiennes (mi XIIe siècle - mi XIVe siècle).
  - Géographie des territoires : Risques et territoires urbains en France.

- 2005
  - Histoire contemporaine : Les civils et les violences de guerre, 1914-1945 (Europe, Russie puis URSS, États-Unis et Japon).
  - Géographie thématique : Gestion des risques et inégalité de développement.

- 2004
  - Histoire ancienne : Pouvoir et territoire entre 323 et 55 avant notre ère en Égypte, Chypre, Syrie et Anatolie à l'ouest de l'Halys, y compris les Îles possédant des territoires sur le continent.
  - Géographie thématique : Les montagnes tropicales, un espace géographique original.

- 2003
  - Histoire moderne : Les innovations et leur diffusion dans l'Europe de la Renaissance.
  - Géographie des territoires : Les espaces touristiques en France.

- 2002
  - Histoire médiévale : Les voyageurs (pèlerins, marins, marchands, ambassadeurs, missionnaires…) : leur rôle dans les contacts et les confrontations entre les pays d'Islam et le monde latin (milieu Xe - milieu XIIIe).
  - Géographie des territoires (mars 2002) : Les espaces frontaliers et littoraux français : barrières ou interfaces[43] ?
  - Géographie thématique (avril 2002) : Industrie et très grandes villes.

- 2001
  - Histoire contemporaine : Mises en cause et contestations de la démocratie libérale en Europe occidentale (pays du programme) et aux États-Unis de 1919 à 1989.
  - Géographie thématique (mars 2001) : Les grandes villes françaises et leurs périphéries urbaines[44].
  - Géographie thématique (mai 2001) : Les zones centrales des très grandes villes : recompositions spatiales et dynamiques socio-fonctionnelles.

- 2000
  - Histoire moderne : Les paysans et l'individualisme en France et en Angleterre au XVIIe siècle et au XVIIIe siècle.
  - Géographie des territoires : Les espaces de l'ouverture en Chine.

- 1999
  - Histoire ancienne : L'Empire romain : sa fonction et ses figures (193-325 apr. J.-C.).
  - Géographie des territoires : Frontières et organisation de l'espace en Europe médiane (Allemagne, Autriche, République tchèque, Slovaquie, Pologne, Hongrie, Roumanie).

### Taux de réussite
Le taux de réussite au concours varie selon les années et les académies. 
Par exemple :
- En 1997, sur 10 000 candidats, seuls 926 ont été admis, soit 10 % de réussite.
- En 2007, les taux allaient de 26 % à Caen à 1 % à La Réunion, avec une moyenne nationale de 15 %[45].
- En 2022, sur 1658 candidats présents aux écrits pour 575 postes, 34,68 % des présents ont été admis[46].

Les barres d'admissibilité varient selon les sessions. En 2018, la barre d'admissibilité était de 11,45/20.

## Concours interne
Il faut avoir plus de 18 ans pour se présenter au concours. Il faut également être de nationalité française et avoir un casier judiciaire vierge. Les épreuves, évaluées par un jury d’enseignants expérimentés, combinent une composition et un commentaire de documents. Voici les thèmes et sujets par année :
- 2009[47] :
  - Programme : La République romaine et son expansion ; Humanisme et Renaissance ; La Chine ; Les littoraux.

- 2008 :
  - Programme non retenu : Les cadres politiques, économiques et sociaux de l’Occident médiéval jusqu’au XIIIe siècle.
  - Composition : L’agriculture française face aux défis du développement durable ;
  - Commentaire : L’Europe centrale et orientale dans la confrontation Est-Ouest (1945-1991).

- 2007 :
  - Composition : La vie religieuse à Athènes aux Ve siècle et IVe siècle siècles avant J.-C. (avec chronologie indicative) ;
  - Commentaire : Les mutations des espaces montagnards français.

- 2006 :
  - Composition : Les Suds dans la mondialisation (avec fond de carte) ;
  - Commentaire : La Révolution française, des États généraux au 9 Thermidor An II (5 mai 1789 - 27 juillet 1794).

- 2005 :
  - Composition : Les chrétiens dans l’Empire romain, du début du IIe siècle à la mort de Constantin (avec chronologie indicative) ;
  - Commentaire : Les littoraux français : aménagements, dynamiques, enjeux.

- 2004 :
  - Composition : Dynamiques démographiques et autosuffisance alimentaire dans les pays du Sud (croquis à l’échelle mondiale) ;
  - Commentaire : La contestation de la société industrielle à la veille de la Première Guerre mondiale.

- 2003 :
  - Composition : Le monde des campagnes au temps de Louis IX ;
  - Commentaire : Le développement des montagnes françaises : contraintes, ressources, acteurs.

- 2002 :
  - Composition : La remise en cause du pouvoir royal dans la France des Lumières (seconde moitié du XVIIIe siècle) ;
  - Commentaire : Les espaces de la puissance allemande.